# 400 데이즈
《400 데이즈》(영어: 400 Days)는 2015년 공개된 미국의 SF 영화이다.

## 줄거리
일련의 우주비행사들이 먼 행성까지의 장기 우주 여행이 미치는 영향을 연구하는 시뮬레이터에 격리된다.
이들은 헤쳐나가야만 하는 예기치 못할 도전과 시나리오가 준비되어 있음을 미리 경고 받는다.
외부와의 통신이 단절된 후에도 이들은 여전히 자신들이 시험 중에 있다고 믿는다.
400일이 다 되어갈 무렵, 부엌에서 먼지투성이의 한 남자가 발견된다.
논의 끝에 일행은 시뮬레이터를 나가 황폐하고 사막같은 세계를 발견한다.
영화는 외부 세계가 시뮬레이션의 일부인지 아닌지 밝히지 않은 채 끝난다.

## 출연
- 브랜던 라우스 - 시오 쿠퍼 역
- 케이티 로츠 - 에밀리 맥티어 역
- 벤 펠드먼 - 버그 키슬라우스키 역
- 데인 쿡 - 콜 드보라크 역
- 톰 캐버나 - 젤 역
- 그랜트 볼러 - 월터 앤더슨 역
- 샐리 프레스먼 - 달라 역
- 페르난다 로메로 - 지아 역
- 프랭크 애슈모어 - 가르시아 역